# Spillets igangsættelse (fodbold)
Spillets igangsættelse er den 8. lov i Fodboldloven. Den handler om metoder til at starte eller genstarte spillet ved hjælp af begyndelsesspark, og at dommeren lader bolden falde. Andre metoder til at genstarte spillet findes i andre love.